# Jean de La Tour (Kardinal)

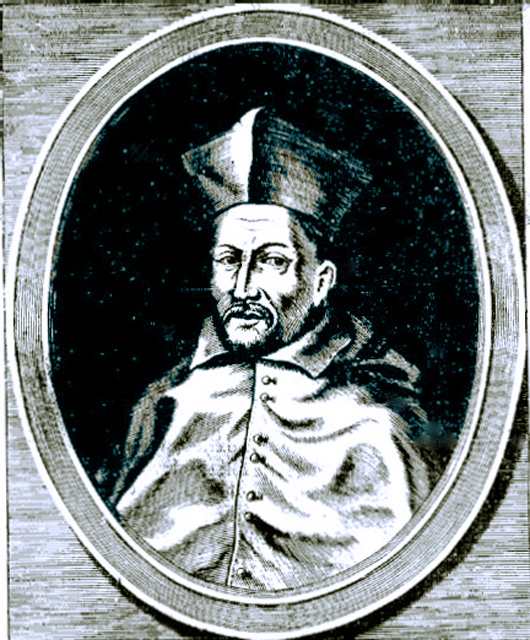
Kardinal Jean de La Tour d’Auvergne

Jean de La Tour OSB (manchmal auch La Tour d’Auvergne genannt; * um 1325/28 in der Auvergne; † 15. April 1374 in Avignon) war ein französischer Kardinal aus der Familie La Tour d’Auvergne.

## Leben
Jean de La Tour war der dritte Sohn von Bertrand III. de La Tour, Seigneur de La Tour († nach 1368), und Isabelle de Lévis († 1361). Drei seiner Brüder waren Bischöfe. Er war ein Neffe des Kardinals Bernard de La Tour (1342; † 1361) und ein Verwandter des Papstes Gregor XI. (ursprünglich Pierre Roger de Beaufort): zwei Schwestern des Papstes waren den beiden älteren Brüdern Jeans verheiratet (siehe Haus Rogier de Beaufort).
Er trat in den Orden der Benediktiner der Cluniazensischen Reform (O.S.B. Clun.) ein, wurde Prior des Klosters Brou, Abt von Saint-Benoît-sur-Loire und ab April 1373 Kantor des Domkapitels von Lyon.
Papst Gregor XI. erhob ihn auf dem Konsistorium vom 30. Mai 1371 zum Kardinal. Er wurde Kardinalpriester von San Lorenzo in Lucina. De La Tour nahm an keinem Konklave teil, da Gregor XI. ihn überlebte.